# Torneo de las Cuatro Naciones 1886
El Torneo de las Cuatro Naciones de 1886 (Home Nations Championship 1886) fue la cuarta edición del principal Torneo del hemisferio norte de rugby.
El campeonato fue compartido entre Inglaterra y Escocia.

## Clasificación
| Lugar | Selección  | Partidos | Partidos | Partidos  | Partidos | Puntos  | Puntos    | Puntos | Tabla de puntos |
| Lugar | Selección  | Jugados  | Ganados  | Empatados | Perdidos | A favor | En contra | dif.   | Tabla de puntos |
| ----- | ---------- | -------- | -------- | --------- | -------- | ------- | --------- | ------ | --------------- |
| 1     | Escocia    | 3        | 2        | 1         | 0        | 21      | 0         | +21    | 5               |
| 1     | Inglaterra | 3        | 2        | 1         | 0        | 6       | 3         | +3     | 5               |
| 3     | Gales      | 2        | 0        | 0         | 2        | 3       | 12        | -9     | 0               |
| 4     | Irlanda    | 2        | 0        | 0         | 2        | 0       | 15        | -15    | 0               |

## Resultados
| 2 de enero | Inglaterra | 5 - 3 | Gales | Londres, |  |

| 9 de enero | Gales | 0 - 7 | Escocia | Cardiff, |  |

| 6 de febrero | Irlanda | 0 - 1 | Inglaterra | Dublín, |  |

| 20 de febrero | Escocia | 14 - 0 | Irlanda | Edimburgo, |  |

| 13 de marzo | Escocia | 0 - 0 | Inglaterra | Edimburgo, |  |